# Yu Shan (actriz)

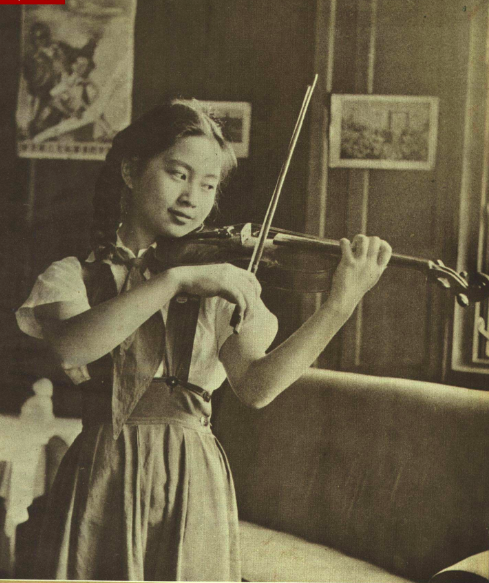
Yu Shan, una de las primeras actrices de teatro de China.

Yu Shan (Shanyin, Zhejiang (actual Shaoxing); 1908 - 1968) fue una de las primeras actrices de teatro de China.

## Biografía
Yu Shan nació en Shanyin y tenía antecedentes familiares prominentes. Su abuelo, Yu Mingzhen, trabajó en la Academia Hanlin a finales de la Dinastía Qing y fue supervisor de la Academia Naval de Jiangnan. Su padre Yu Dachun y su tío Yu Dawei fueron funcionarios del gobierno de la República de China.
Yu Shan estudió en el Conservatorio Nacional de Música de Shanghái, y en 1929 fue invitada por Tian Han a unirse a la Sociedad Nan Guo, un grupo de teatro, donde pronto saltó a la fama como protagonista de la obra Salomé, de Oscar Wilde, y al año siguiente protagonizó la adaptación de Carmen de Tian Han. En diciembre de 1933 se casó con Zhao Taibi, uno de los defensores del Movimiento Nacional de Teatro y miembro del Comité Preparatorio de la Universidad de Qingdao, y posteriormente se divorció.
En 1948, Yu Shan desertó a la zona controlada por los comunistas en el norte de China. Tras la fundación de la República Popular China, trabajó para la Jiangsu Peking Opera Troupe y la Academia de Ópera de Artes de China. En 1968, Yu Shan murió durante la Revolución Cultural.